# Hürnheim (Adelsgeschlecht)

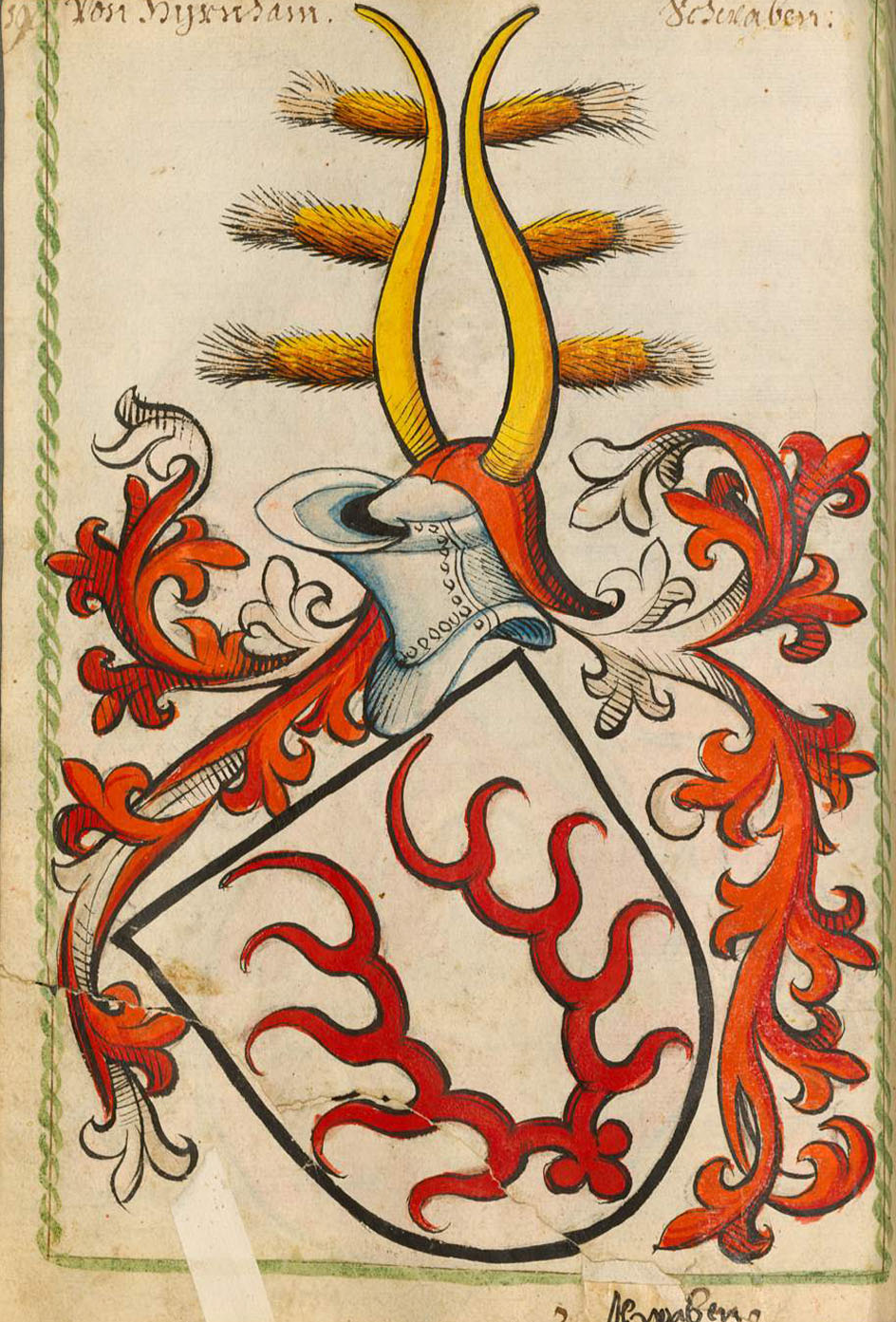
Wappen der Familie nach dem Scheiblerschen Wappenbuch

Die Familie von Hürnheim – auch Hirnheim – war ein altes schwäbisches Adelsgeschlecht und neben den Grafen von Oettingen das bedeutendste Adelsgeschlecht im Ries. Die erstmals im 12. Jahrhundert genannten Edelfreien standen bereits im 13. Jahrhundert in engen Verbindungen zu den Staufern und gehörten später der schwäbischen und fränkischen Reichsritterschaft an. Das Adelsgeschlecht ist 1679 mit dem Tod Johann Philipp, dem Abt des Prager Prämonstratenserklosters Strahov, ausgestorben.

## Geschichte

### Ursprung

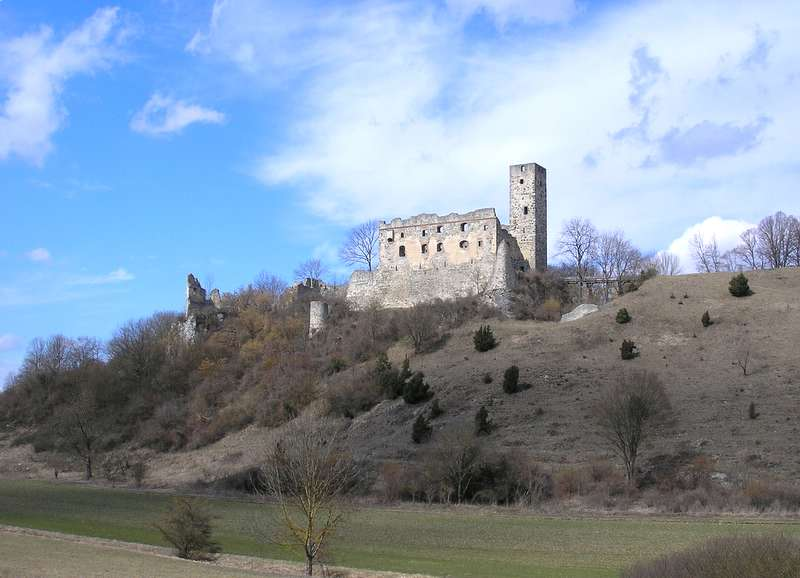
Burgruine Niederhaus im Landkreis Donau-Ries

Die Edelfreien von Hürnheim entwickelten sich im 12. Jahrhundert im Ries, parallel neben den Edelfreien von Lierheim, den Edelfreien von Hohenburg und den Grafen von Oettingen. Das Herrschaftsgebiet entwickelte sich hauptsächlich um die Stammburg der Hürnheimer, der Burg Niederhaus, rund 900 Meter südöstlich der Ortschaft Hürnheim, seit 1978 ein Gemeindeteil von Ederheim im Landkreis Donau-Ries, gelegen. Um das Jahr 1100 wird eine Schenkung genannt, welche von einem nicht weiter identifizierbaren Wolfram an das Kloster Ellwangen erfolgte. Darin wird durch Wolfram, sowie der weiteren Zeugen, das ursprüngliche Herrschaftsgebiet derer von Hürnheim angedeutet.

### Linien
Um das Jahr 1240 teilte sich die Familie Hürnheim in verschiedene Hauptlinien auf. Von den Hauptlinien splittete sich die Line Hürnheim-Niederhaus-Hochaltingen kurzzeitig weiter auf, fiel dann aber wieder mit der Hauptlinie zusammen. Die vier Hauptlinien waren:
- Hürnheim-Hochhaus (bis 1348)
- Hürnheim-Rauhaus-Katzenstein (bis 1419)
- Hürnheim-Niederhaus-Hochaltingen (bis 1585)
- Hürnheim-Elsenberg (bis 1679)

#### Hürnheim-Hochhaus

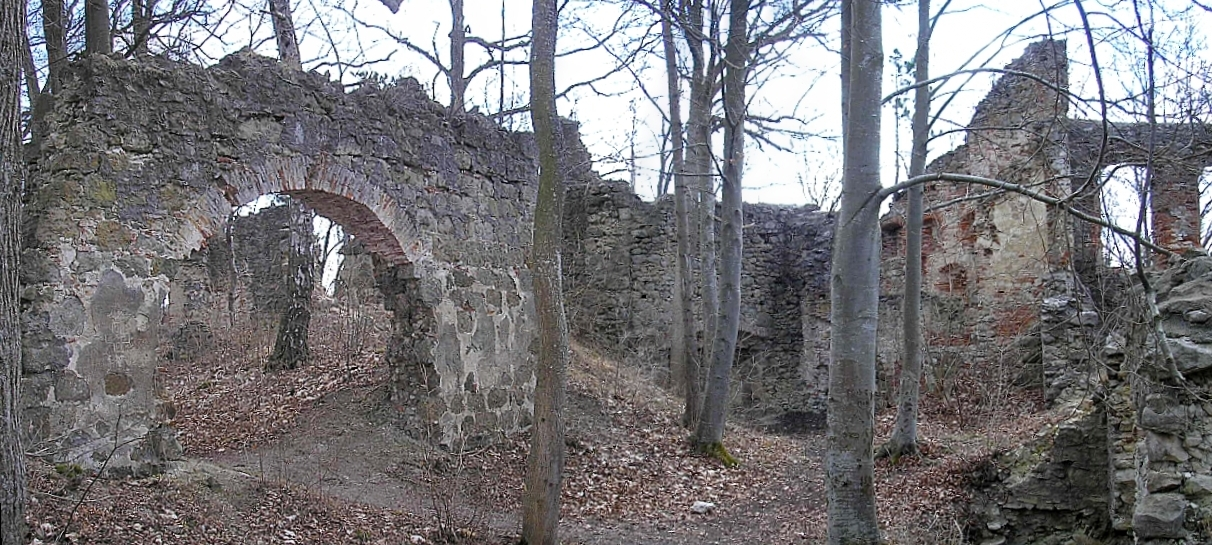
Burgruine Hochhaus

Die Linie Hürnheim-Hochhaus wurde mit Rudolf I. (genannt 1236) begründet und starb bereits 1348 mit Konrad II. wieder aus. Die Besitzungen dieser Linie befanden sich im Wesentlichen um die Burg Niederhaus, deren Nachbarburg Hochhaus und die nähere Umgebung der Burgen. Ein Jahr vor seinem Tod, verkaufte Konrad II. 1347 seinen, bereits durch Schenkungen und anderweitiger Verkäufe im Jahr 1344 geschmälerten Besitz, an die Grafen von Oettingen.

#### Hürnheim-Rauhaus-Katzenstein

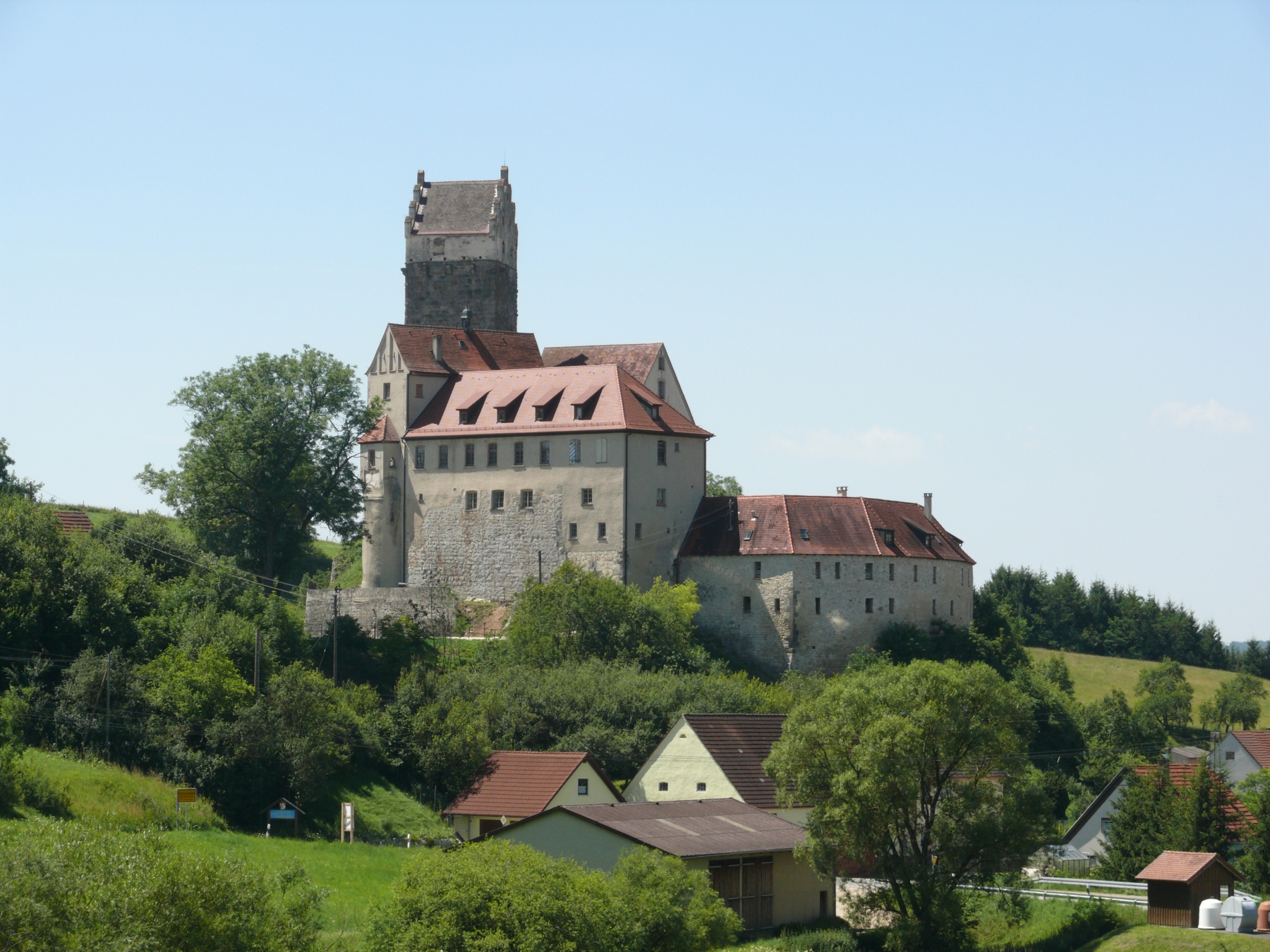
Burg Katzenstein, Sitz der Linie von 1262–1354

Rudolf I. der Begründer der Linie Hürnheim-Rauhaus-Katzenstein benannte sich nach der Burg Rauhaus, die bereits gegen Ende des 13. Jahrhunderts aufgelassen wurde. Im 13. Jahrhundert veräußerte er einen Großteil seines Besitzes in Zusammenhang mit der 1252 erfolgten Gründung des Klosters Zimmern. Das Gut Zimmern wurde von ihm unter der Bedingung des Wechsels des Klosters in Stahlesberg an dieses vermacht. Der Bischof von Augsburg Hartmann von Dillingen gab hierzu seine Zustimmung. Nachdem 1254 ebenso die päpstliche Zustimmung zur Umsiedlung erfolgt war, wurde das Kloster nach Zimmern verlegt. Sein Sohn, Rudolf II., hatte seinen Sitz bereits auf der 1262 erworbenen Burg Katzenstein, die der weitere Namensgeber dieser Linie war. Schon 1354 wechselte dieser Besitz jedoch an die Grafen von Oettingen. Die Linie erlosch im Mannesstamm mit Georg von Katzenstein im Jahr 1419. Die restlichen Besitztümer von Georg gingen an dessen Schwester Gertrud, welche mit einem Adligen von Weineck vermählt war.

#### Hürnheim-Niederhaus-Hochaltingen
Auf Hermann I., nachweisbar im Jahr 1238, begründet sich die Linie Hürnheim-Niederhaus-Hochaltingen. Diese Linie erwarb in der Folge umfangreichen Besitz, so die Burg und Herrschaft Hochaltingen in der Gemeinde Fremdingen. In diese Burg wanderte um 1270 diese Linie der Hürnheim ab und baute die Herrschaft umfangreich aus. Von Diemar von Belzheim erwarben sie Güter in Belzheim. Des Weiteren wurden sie von den Grafen von Oettingen mit dem Unteren Schloss in Utzwingen belehnt. In den Orten Ehingen und Hochaltingen erwarben sie im 14. Jahrhundert den Kirchensatz. Weiterer Güterbesitz und Gerichtsrechte sind 1368 in Grosselfingen nachweisbar. Diese Besitzungen und Rechte wurden im 15. Jahrhundert jedoch wieder veräußert. Von 1500 bis 1541 besaßen die Hürnheimer die Herrschaft Lierheim, die in der Folge an die Stadt Nördlingen verkauft wurde.
Im 14. oder 15. Jahrhundert spaltete sich dieser Zweig des Adelsgeschlechts der Hürnheimer erneut auf. So erwarben die Hürnheimer 1368 die Herrschaft Niederalfingen, wo um 1400 Konrad von Hürnheim eine eigene Linie begründete, die mit dem Tod Hans Walther von Hürnheim im Jahr 1557 ausstarb. Letzterer verkaufte jedoch schon 1551 seinen gesamten süddeutschen Besitz an die Fugger, was auch die Herrschaft in Kirchheim in Schwaben umfasste. Ein weiterer Ast der aufgesplitteten Linie war nach der 1377 erworbenen Herrschaft Wöllstein mit Wöllsteiner Linie benannt und fiel im späteren Verlauf wieder mit der Hochaltringer Linie zusammen. Dieses Schicksal teilte auch der Zweig der Linie Bernstein und Duttenstein von Herdegen von Hürnheim, als dieser 1402 die Burg Duttenstein (an dessen Stelle sich heute das Schloss Duttenstein befindet) erwarb. Der Nachfolger von Herdegen, Wolf Philipp, starb 1546 ohne Nachkommen und vermachte alles seinem Erben Hans Walther von Hürnheim. Somit ging auch der Besitz dieses Zweiges 1551 von Hans Walther an die Fugger über.
Ausgestorben ist die Linie Niederhaus-Hochaltingen mit dem Tod von Hans Johann von Hürnheim im Jahr 1585, dessen Grabmal sich in der Kirche Mariä Himmelfahrt in Hochaltingen befindet. Seine Tochter Cordula erbte die schwäbischen Besitzungen und brachte diese in die Ehe mit Karl von Welden zu Laupheim ein. Cordula und Karl von Welden veräußerten bereits 1597 den Besitz an die Deutschordenshäuser in Ellingen und Nürnberg, in der weiteren Folge behielten die Welden Hochaltingen noch bis 1764.

#### Hürnheim-Elsenberg

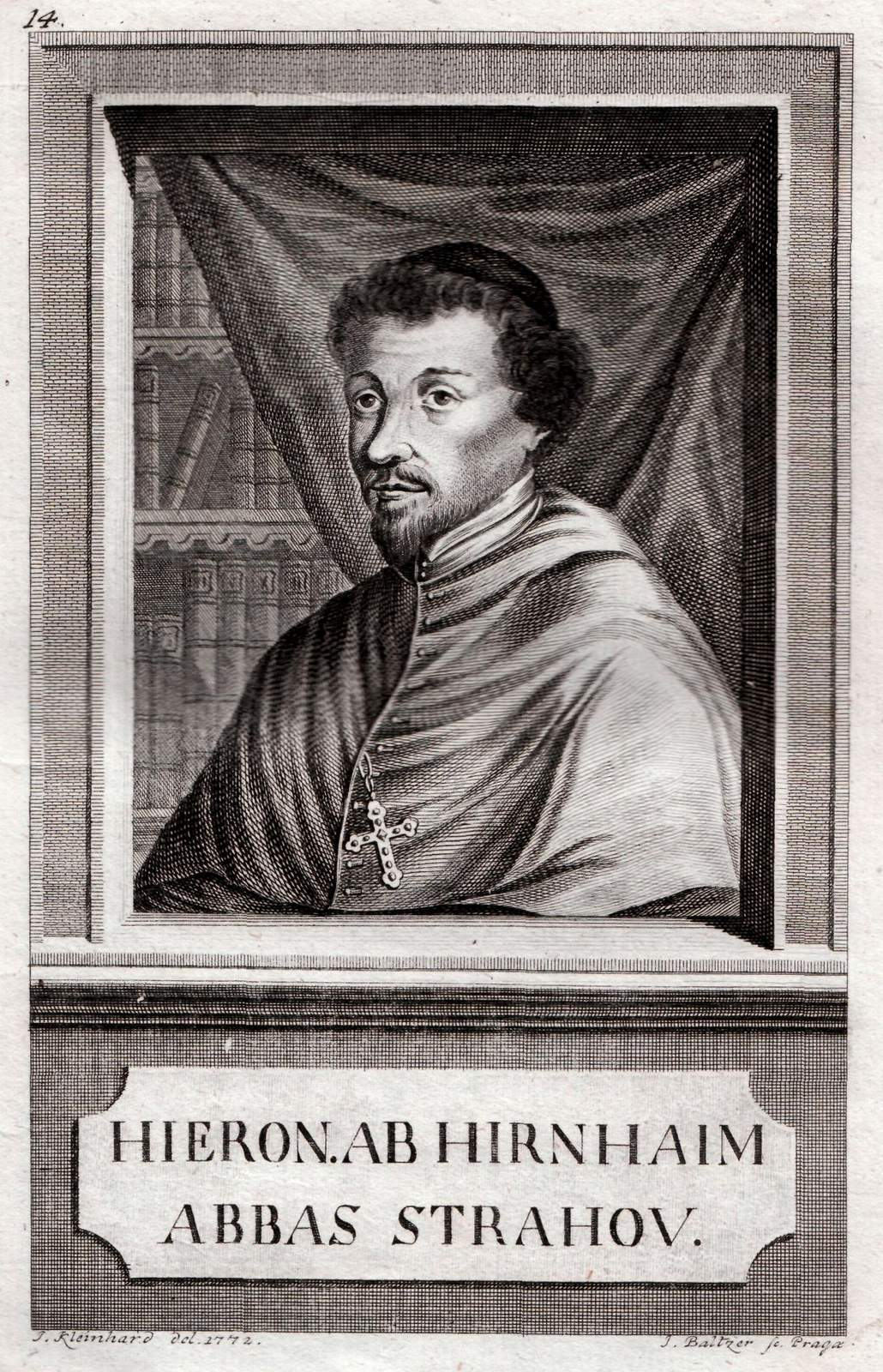
Porträt von Hieronymus Hirnhaim (auch Johann Philipp oder Jeroným Hirnhaim genannt)

Im Jahr 1530 wurde durch Hieronymus von Hürnheim, einem Enkel des Eberhard von Hürnheim und seiner Gemahlin Anna von Rechberg, die Seitenlinie Elsenberg in Troppau und Olmütz in Schlesien begründet. Mit dem Tod des letzten Hürnheimers Johann Philipp (genannt Hieronymus von Hürnheim-Elsenberg), am 27. August 1679 in Hradisch bei Pilsen starb das Adelsgeschlecht der Hürnheimer aus. Johann Philipp war Abt im Prager Prämonstratenserkloster Strahov, sowie Generalvikar des Ordens in Böhmen, Mähren, Österreich und Polens.

## Persönlichkeiten
- Friedrich von Hürnheim († 1268): Begleiter von Konradin von Hohenstaufen, beide wurden 1268 in Neapel enthauptet
- Hiltgart von Hürnheim (* um 1255 auf Burg Hochhaus bei Hürnheim): Ordensschwester der Zisterzienser im Kloster Zimmern übersetzte angeblich als erste das Secretum secretorum ins Mittelhochdeutsche[7][8][9]
- Johann von Hirnheim: Abt bzw. Fürstpropst von Ellwangen (1452–1461) – siehe auch Basilika St. Vitus
- Wolf Philipp von Hirnheim († 1546): Marschall von Württemberg
- Hans Walther von Hürnheim (1500–1559): Landsknechtführer und Kaiserlicher Rat
- Johann Sebastian von Hirnheim († 1555), Assessor (Richter) am Reichskammergericht zu Speyer
- Eberhard II. von Hirnheim (1494–1560):[10] Bischof von Eichstätt (1552–1560), Epitaph im Dom zu Eichstätt[11]
- Hieronymus Hirnhaim (* 17. Mai 1637 in Troppau, damals Herzogtum Troppau, Lehen der Fürsten von Lichtenstein unter der Oberhoheit der österreichischen Habsburger; † 27. August 1679 im Kloster Hradisch (Hradiště)) war ein böhmischer Philosoph

## Epitaphe
| Name                                                                                                | Lebensdaten                                         | Lage                                                              | Beschreibung | Abbildung |
| --------------------------------------------------------------------------------------------------- | --------------------------------------------------- | ----------------------------------------------------------------- | --- | --------- |
| Balthasar von Hürnheim                                                                              | † 1459                                              | Im Kreuzgang des Augsburger Doms, Westflügel, 3./4. Joch          | Platte mit vierzeiliger Inschrift |           |
| Eberhard von Hürnheim                                                                               | † 1483                                              | Gruftkapelle in der Pfarrkirche Mariä Himmelfahrt in Hochaltingen | Das aus einer Rotmarmorplatte gefertigte Epitaph trägt über den beiden überlebensgroßen Figuren für Eberhard von Hürnheim und seiner Gemahlin Anna von Rechberg die Inschrift DIE VON HVERNHAIM SO ABSTEIGEND VON DEM STAMMEN DES EDLEN EBERHARTS VON HVERNHEIM VND ANNEN VON HOCHENRECHBERG GEBORN HABEN INEN DITZ ORT ZV AINER BEGREPPTNVS VND RVW EWIGS FRIDS IRER COERPER ERWOELET IM JAR ALS MAN ZALT NACH CHRISTI GEBVURT MDXXII. |           |
| Walther von Hürnheim                                                                                | † 1513                                              | Im Chor der Kirche St. Peter und Paul in Kirchheim in Schwaben    | Sandsteinepitaph von Walther von Hürnheim († 1513) in der Pfarrkirche Kirchheim in Schwaben. Allianzwappen Hürnheim/Welden (Ehefrau Dorothea von Welden). Inschrift: Anno dni mcccccxiii iar an sant gregor tag starb der edel und vest walther von hürnheim d gott gnedig sin well. Das Epitaph befand sich ehemals hinter dem Hochaltar und war bis 1954 außen angebracht. |           |
| Veronika von Hürnheim                                                                               | † 1517                                              | In der Hürnheimer Kapelle der Kirche St. Laurentius in Kenzingen  | Tochter des Wolf von Hürnheim. Die Figur der Veronika ist im Profil kniend am Betpult dargestellt, das Gesicht auf den Altar der Kapelle gerichtet. Sandsteinepitaph vermutlich von Christoph von Urach. |           |
| Wolf von Hürnheim                                                                                   | † 1533                                              | In der Hürnheimer Kapelle der Kirche St. Laurentius in Kenzingen  | Epitaph des Wolf von Hürnheim gen. von Hochaltingen mit geöffneten Augen und gefalteten Händen in großer Rüstung. Links ist der heilige Georg im Kampf mit dem Drachen, rechts der heilige Wolfgang von Regensburg mit einem Kirchenmodell dargestellt. Das Epitaph wird Christoph von Urach zugeschrieben. |           |
| Konrad II. und Georg von Hürnheim                                                                   | † 9. November 1517 (Konrad); † Februar 1537 (Georg) | Im Kreuzgang des Augsburger Doms, Westflügel, 4. Joch             | Das Epitaph ist aus Solnhofener Stein (Relief) und Sandstein (Rahmen) gefertigt. Das Motiv stellt das Jüngste Gericht, sowie unten die zwei Verstorbenen mit Wappen dar, empfohlen von den Aposteln Simon und Thaddäus bzw. dem hl. Christopherus. Das Epitaph wird Victor Kayser zugeschrieben, um 1525–1530. |           |
| Wolf Philipp von Hirnheim                                                                           | † 29. November 1546                                 | Kirche Margaretenkirche im Remsecker Stadtteil Aldingen           | Wolf Philipp von Hirnheim war Marschall von Württemberg während des Schmalkaldischen Krieges. Das Grabdenkmal zeigt ihn als einen auf einem Löwen stehenden Ritter, umgeben von vier Wappen in den Ecken. Die Arbeit wird Joseph Schmid aus Urach zugeschrieben. |           |
| Hans Walther von Hürnheim                                                                           | † 15. September 1557                                | Kirche San Giacomo degli Spagnoli in Neapel                       | Hans Walther von Hürnheim war ein kaiserlicher Rat und berühmter Landsknechtsführer. Er starb 1557 durch eine Krankheit in Neapel. |           |
| Eberhard II. von Hürnheim (Bischof des Bistums Eichstätt und Fürstbischof des Hochstifts Eichstätt) | * 1494; † 4. Juli 1560                              | Dom zu Eichstätt                                                  | Die beiden Inschriftentafeln im unteren Bereich des Epitaphs tragen links die Inschrift AD LAVDEM ET GLORIA(M) COPIOSIS REDEMPTIO(N)IS ET VICTORIOSIS RESVRRECT(IONIS) D(OMI)N(I) IESV CHR(IST)I MONUMEN(TVM) HOC EBERHARD D(EO) G(RATIAE) LV EP(ISCOP)VS EYSTETTEN(SIS) PPTS ET ARCHIDIACON SALISBVRGEN(SIS) EX NOB(ILE) FAMILIA À HIRNHEIM OR VIVUS SIBI F. F. sowie rechts ASSVMPTVS AD EP(ISCOP)ATVM EYSTETTEN(SIS). AN(NO). D(OMI)NI M.D.LII. MEN(SIS). DECEMB(RIS). PRAEFVIT ECCL(ES)IAE SVAE DONEC SPIRITVM DEO REDDIDIT ANNO D(OMI)NI M.D.LX M(ENSIS). IVL(II) D(IES) IIII AETATIS S(VAE). AN(NI). LXV M(ENSES). VI CVIVS AIA VITA FRVATVR AETERNA AMEN. |           |

Das Grabmal von Johann Sebastian von Hirnheim († 31. Mai 1555), des Richters am Reichskammergericht zu Speyer, befand sich im Kreuzgang des Speyerer Doms. Dieser wurde beim Brand 1689 zerstört und die verbliebene Ruine 1820 abgetragen.

## Wappen
Das Stammwappen zeigt ein rotes Hirschgeweih auf silbernem Grund. Die Helmdecken sind in Rot und Silber. Die Helmzier besteht aus goldenen Büffelhörnern jeweils mit drei Pfauenfedern besetzt.

Wappen der Rauhauser Linie und frühes Wappen der Katzensteiner Linie
Späteres Wappen der Katzensteiner Linie
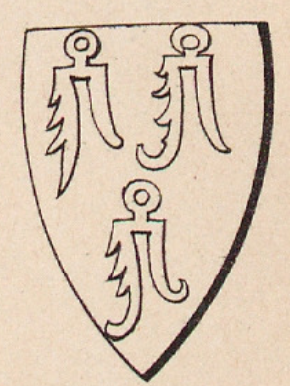
Wappen der Hochhauser Linie
Wappen der Gemeinde Ederheim
Wappen des Marktes Kirchheim in Schwaben mit einer Abbildung von Hans Walther von Hürnheim
Wappen der Gemeinde Hüttlingen